# أبحاث موسيقى هيومانا
أبحاث موسيقى هيومانا هي تعاون ما بين الفن والموسيقى والأبحاث الطبية
تتمثل الفكرة من وراء هذا المشروع بابتكار موسيقى صممت وألفت بشكل خاص ل علاج المرضى في المستشفيات بمبادرة من قبل البروفسور والدكتور في الطب لارس هيسليت في مستشفى جامعة كوبنهاغن والمؤلف الموسيقي والعازف على المزمار نيلز إيجي خلال التسعينات. كما قدمت مؤسسة إيغمونت عام 1998 الدعم الاقتصادي لاستكمال المشروع.
وقد استهدفت منحة مؤسسة إيغمونت (1998–2003) أولا تطوير برنامج موسيقى مؤلفة بشكل خاص لتحسين المحيط المبني الصوتي في أجنحة العناية المشددة والطوارئ في عدد من المستشفيات في الدانمارك.
وتم ابتكار هذه الموسيقى المصممة بشكل خاص من قبل الملحن نيلز إيجي ونفذت وثبتت علميا من قبل مجموعة من الباحثين المنتسبين للمشروع. وكان الهدف من وراء ذلك هو الاستخدام الفعال لموسيقى مصممة خصيصا لدعم راحة ورضى المريض خلال فترة الإقامة في المستشفى للعلاج وتقليل القلق والتوتر فضلا عن تحسين قدرة المريض للشفاء.
وقد أقامت أبحاث موسيقى هيومانا منذ عام 2001 العديد من النشاطات بما في ذلك نشر ولفت الأنظار إلى نتائج الأبحاث وكيفية تحسين المحيط الصوتي للمرضى في المستشفيات. حيث تتضمن النشاطات مقالات في المجلات الطبية ومحاضرات في مؤتمرات وندوات في جميع أنحاء العالم.
هذا وقد أصبحت أبحاث هيومانا الموسيقية منذ عام 2003 شبكة دولية للباحثين المستقلين محققة نتائج إيجابية وموثقة بـ التجارب السريرية في الدانمارك والسويد والنرويج والولايات المتحدة الأمريكية.

## وصلات إضافية
- البحث
- مؤسسة إيغمونت
- المكتبة الوثائقية لراديو هولندا